# Silvestro Invrea
Il Serenissimo Silvestro Invrea (Genova, 1530 – Genova, 17 marzo 1607) fu l'86º doge della Repubblica di Genova.
Il suo regno, durato soli 14 giorni, è stato uno dei più brevi della storia dei dogi genovesi.

## Biografia

Stemma nobiliare degli Invrea

Figlio di Bernardo Invrea (o Bernardo Doria Invrea, come citato in altri testi in quanto la sua famiglia su ascritta all'albergo nobiliare doriesco senza, però, associarne il cognome) e Maria Giustiniani Longhi, nacque a Genova nel 1530.
Avviato alla carriera politica, e facente parte della cosiddetta nobiltà "nuova", prima della nomina dogale ricevette diversi incarichi pubblici per la repubblica. Dopo l'abolizione della legge del Garibetto e lo scioglimento dei partiti dei Due Portici, fece parte dei 120 membri del nuovo governo genovese.
A Silvestro Invrea fu affidato il commissariato di Sanità nelle terre genovesi al di là dei Giovi allo scoppiare della nuova pestilenza, e ancora fu tra i padri del Comune, al magistrato dei Cambi, revisore degli Statuti, senatore e procuratore della Repubblica, conservatore della stessa e membro del Maggior e Minor Consiglio della Repubblica. Come rappresentante dello stato genovese presenziò nel 1591 alla cerimonia di possesso da parte di monsignor Alessandro Sauli della diocesi di Pavia.
Silvestro Invrea fu eletto alla massima carica dogale con le elezioni del 3 marzo 1607: la quarantunesima in successione biennale e l'ottantaseiesima nella storia repubblicana. Il suo dogato passò agli annali per la brevità del mandato, solamente 14 giorni, il più breve dopo la riforma del 1528 e comunque nella storia dei dogi di Genova. Già provato nella salute, assistette la mattina dell'elezione agli elogi del Decano salvo poi ritirarsi nelle sue stanze senza mai, di fatto, governare un giorno nelle vesti di doge. Perì infatti il 17 marzo e non vi fu nemmeno il tempo per la consueta e ufficiale incoronazione, episodio che fu il primo caso storico. Ai suoi solenni funerali presso la cattedrale di San Lorenzo presenziò monsignor Pietro Lomellini, vescovo di Sagona (Corsica). Il corpo venne sepolto nel santuario della Madonna del Monte.
Sposato con Laura Giudice ebbe otto figli: Mario, Ippolito, Marcello, Tommasina (che sposerà il doge Pietro De Franchi Sacco), Leandro, Settimia, Lepido e Clelia. Alla sua famiglia appartenne il palazzo di via del Campo, al numero 10.